# La Grande-Duchesse de Gérolstein
La Grande-Duchesse de Gérolstein (títol original en francès, en català La gran duquesa de Gérolstein) és una obra dramaticomusical en tres actes composta  per Jacques Offenbach sobre un llibret en francès d'Henri Meilhac i Ludovic Halévy. Es va estrenar el 12 d'abril de 1867 al Théâtre des Variétés de París.